# Йеше, Готтлоб Вениамин
Готтлоб Вениамин Йеше (нем. Gottlieb Benjamin Jaesche; 1762—1842) — немецкий философ, ученик Канта, известный прежде всего как издатель его лекций по логике (так называемая «Логика Йеше», опубликованная в 1800 году). Профессор Дерптского университета.

## Биография
Родился 3 июля 1762 года в Вартенберге (Силезия) в семье пастора и ректора городского училища. После домашней подготовки, с 1777 по 1783 год учился в гимназии Св. Елизаветы  в Бреслау, затем (1783—1785) — на богословском факультете Галльского университета, где в 1795 году защитил докторскую диссертацию, в которой проявилось влияние философии Канта, слушать лекции которого в Кёнигсберге он отправился ещё осенью 1791 года.
В 1792—1799 годах был домашним учителем у Фирксов в Курземе. 1799 году он стал приват-доцентом Кёнигсбергского университета, а с 1802 по 1839 год был профессором теоретической и практической философии в Дерптском университете; неоднократно избирался деканом факультета. Йеше стал первым в университете читать курс психологии. С 1822 года — статский советник. В 1827 году награждён орденом Св. Владимира 4-й степени.
В 1800 году опубликовав логику Иммануила Канта, он отстаивал свою философию, пытаясь связать мысли Канта с взглядами антикантианцев Якоба Фридриха Фриза и Фридриха Генриха Якоби; был также противником философии Шеллинга и Гегеля. Поддерживал консолидацию рационалистического мировоззрения И. Ф. Паррота и К. С. Моргенштерна в Дерптском университете.
Йеше подарил имевшуюся у него часть кантовского архива своему другу — основателю библиотеки Дерптского университета Карлу Моргенштерну, который завещал её университетской библиотеке.
Его сын Георг Эмануэль Йеше (1815—1876) — медик Российской империи, другой сын Эммануил Йеше (1821—1907) был военным врачом. Внук Эрнст Готлиб Йеше(1867—1945) (эст.) — эстонский священник.